# Jeremići
Jeremići (cyr. Јеремићи) – wieś w Bośni i Hercegowinie, w Republice Serbskiej, w gminie Milići. W 2013 roku liczyła 8 mieszkańców.